# Hermann Jakob Czernin von und zu Chudenitz
Hermanna Jakob Gottlieb Czernin von und zu Chudenitz (in ceco Heřman Jakub Gottlieb Černín z Chudenic; Vienna, 25 luglio 1659 – Praga, 8 agosto 1710) è stato un nobile e diplomatico boemo.

## Biografia
Membro di una nobile e antica famiglia boema, nacque a Vienna nel 1659, figlio del conte Humprecht Johann Czernin von Chudenitz e di sua moglie, Maria Diana Hippoliti da Gazoldo.
Negli anni 1678-1682 si portò all'estero per un grand tour in visita in Germania, Italia, Francia, Spagna e Portogallo, che fu insolitamente lungo per quell'epoca. Tenne un diario dettagliato di questo lungo viaggio che ancora oggi costituisce un documento prezioso per lo spaccato di vita dell'epoca in esso riportato. Per sostentarsi, ricevette annualmente la somma di 6060 fiorini da suo padre. Imparò cinque lingue.
Dotato di un grande talento personale per la diplomazia e la politica, dal febbraio al maggio del 1695 fu ambasciatore dell'imperatore Leopoldo I a Varsavia, dove cercò di convincere il re Giovanni III Sobieski ed i suoi consiglieri della Confederazione Polacco-Lituana a rimanere schierati con l'imperatore e la Santa Alleanza nella lotta contro i turchi. Malgrado i suoi sforzi non riuscì comunque nell'intento, ma la sua missione diplomatica riportò ad ogni modo dei frutti che gli permisero di aspirare a più alti incarichi. Negli anni 1700–1704 ricoprì la carica di oberhofmeister del regno di Boemia e nel 1704 divenne burgravio del regno. Portò i gesuiti ad insediarsi a Jindřichův Hradec. Nel 1703, mentre le casse dello stato boemo si trovavano in pessimo stato, prestò la somma di 1.200.000 fiorini al governo.
Morì nel 1710 nel Palazzo Černín a Praga ed il suo corpo venne sepolto nella cappella di San Sigismondo nella Cattedrale di San Benvenuto a Praga. Il suo cuore venne invece conservato a Kosmonosy.

## Matrimonio e figli
Sposò il 13 gennaio 1686 a Praga la contessa Maria Josefa Slavatová z Chlum und Košumberka (2. 2. 1667 Vienna – 10. 8. 1708 Jindřichův Hradec), figlia di Jan Jiří Jáchym Slavata (1638 – 1. 7 . 1689 Velvary) e di sua moglie, Marie Markéta Alžběta z Trautson (11.7.1643 Vienna – 30.11.1698 Vienna). Da questa unione nacquero tre figli:
- Marie Markéta (11. 7. 1689 – 4. 7. 1725), sposò il 17 novembre 1704 il conte Franz Joseph von Waldstein (25/10/1680 – 19/2/1722)
- Franz Joseph (6. 3. 1696 Vienna – 4. 3. 1733 Vienna), sposò il 12 maggio 1717 a Bruxelles la marchesa Marie Isabelle de Merode-Westerloo (13/10/1703 – 1/4/1780)
- Maria Gabriela (n. c.1699)

Alla morte della prima moglie, si risposò il 1º settembre 1709 con Anna Josefa von Khünburg (11 giugno 1685-4 marzo 1755), di venticinque anni più giovane, nipote dell'arcivescovo di Praga, Franz Ferdinand von Khünburg. Da questo matrimonio nacque un figlio:
- Franz Anton (30 giugno 1710 – 20 dicembre 1739), sposò il 31 maggio 1735 la marchesa Maria Isabella de Merode-Westerloo (13/10/1703 – 1/4/1780), sua cognata